# Capraia Isola
Capraia Isola (Capraghja Isula in dialetto capraiese, Capraia Isula in corso, Cravæa Îzoa in ligure) è un comune italiano di 359 abitanti della provincia di Livorno, corrispondente all'omonima isola dell'arcipelago toscano.
Si trova a 64 km da Livorno, 53 km dal promontorio di Piombino, 37 km da Gorgona e 31 km dalla Corsica. È il comune italiano meno popolato fra quelli con sbocco al mare.
Dal 1996 fa parte del parco nazionale dell'Arcipelago Toscano.

## Geografia fisica

### Territorio

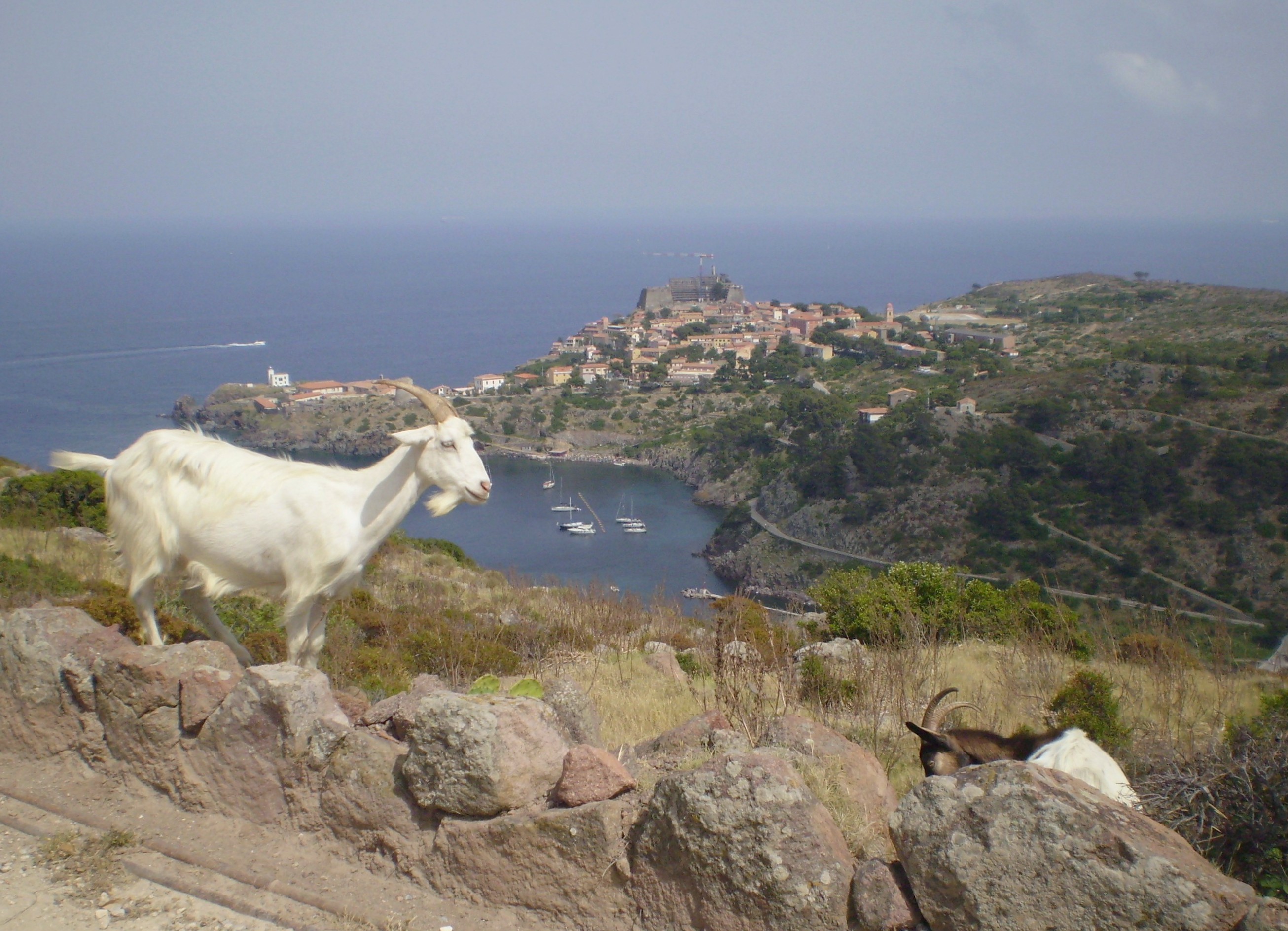
Il paese dall'alto

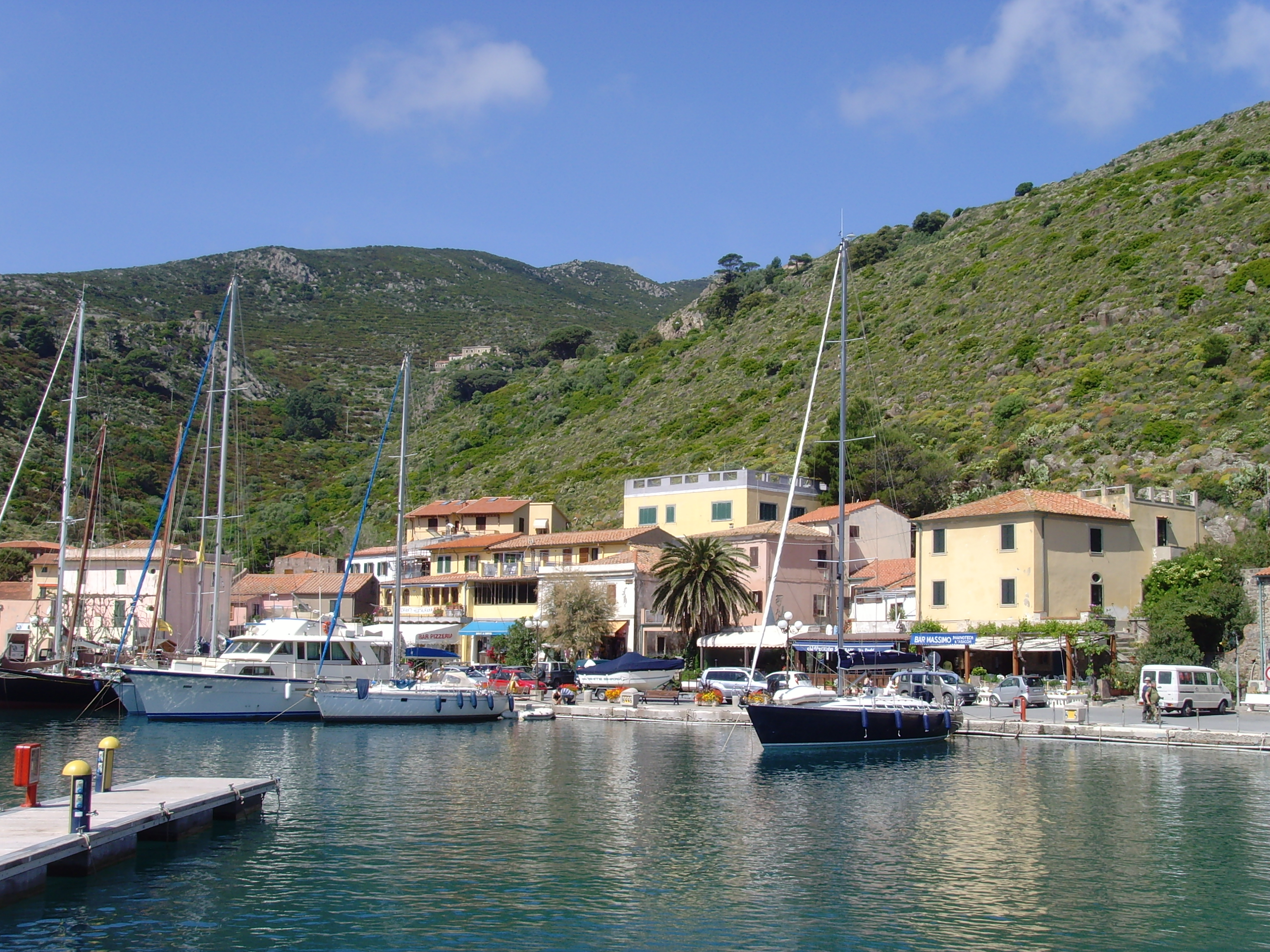
Marina di Capraia

L'isola di Capraia è situata nel canale di Corsica (braccio di mare al confine tra Mar Ligure e Mar Tirreno), ed è un'isola di origine vulcanica, la terza per grandezza dell'arcipelago toscano dopo l'Elba e il Giglio. È infatti lunga circa 8 km (da punta Teglia a nord a punta dello Zenòbito a sud) e larga 4, per una superficie di 19,26 km². Il perimetro è di circa 30 km. È l'isola dell'arcipelago più lontana dalla terraferma, trovandosi più vicina alla costa orientale della Corsica che alla costa toscana, rispetto alla quale sorge a ovest del golfo di Baratti (Piombino). È un'isola di origine vulcanica, con un cono di eruzione ancora oggi ben visibile per metà nella tipica Cala Rossa, sicuramente una delle cale più particolari dell'arcipelago.
Presenta coste alte e rocciose con assenza di spiagge (occasionalmente, nella Cala della Mortola, si forma una piccola spiaggia di sabbia) e un piccolo bacino lacustre (denominato Stagnone o Laghetto) nell'area più interna montuosa, con cime lungo una catena centrale (che si avvicina fino a 1 km dalle coste) con vette di oltre 400 metri. Il rilievo maggiore è il Monte Castello alto 447 metri, che sul versante occidentale si avvicina al mare con dirupi mentre su quello orientale scende più dolcemente con piccole valli torrentizie (vadi), la più importante delle quali è il Vado del Porto, lungo circa 3 km, che sfocia presso Capraia Porto. La costa è rocciosa e spesso inaccessibile via terra per la mancanza di strade; vi si aprono grotte e insenature, con guglie di roccia dovute all'erosione dell'acqua.

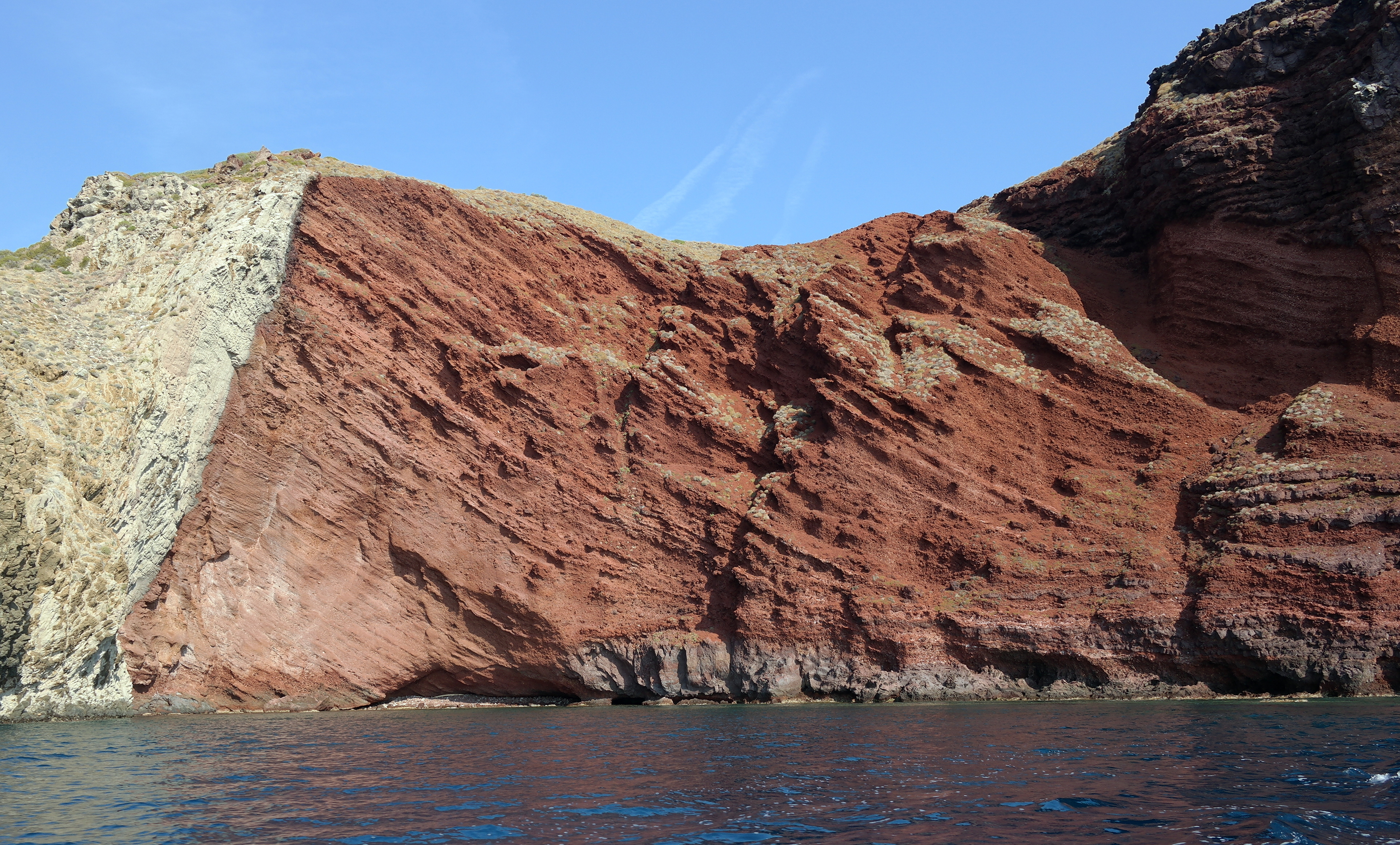
La Cala Rossa

Da un punto di vista geologico la composizione dell'isola è prevalentemente caratterizzata da colate di andesite, associate a tufo e breccia, mentre alla Punta dello Zenòbito si trovano rocce basaltiche più recenti. All'estrema punta meridionale sono visibili i resti di un antico vulcano non più attivo, che ha lasciato traccia nelle pareti rocciose a forma di tronco di cono, con colori variabili tra il rosso e il nero dovuti all'accumulo di lava che si è depositata sulle scogliere (la Cala Rossa).

### Clima
- Classificazione climatica: zona C, 1260 GR/G

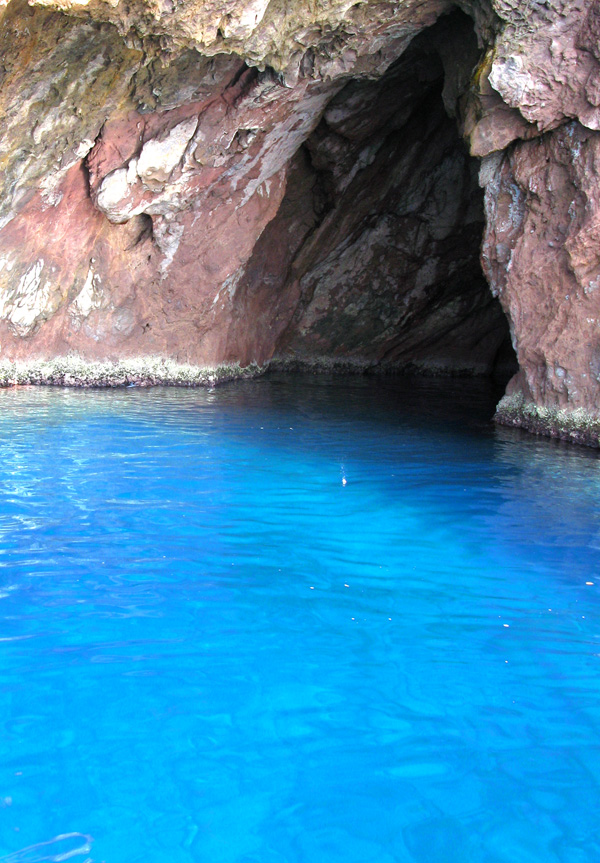
Grotta marina

- Diffusività atmosferica: alta.[10]

| Capraia Isola      | Gen  | Feb  | Mar  | Apr  | Mag  | Giu  | Lug  | Ago  | Set  | Ott  | Nov  | Dic  |
| ------------------ | ---- | ---- | ---- | ---- | ---- | ---- | ---- | ---- | ---- | ---- | ---- | ---- |
| T. max. media (°C) | 10,6 | 10,9 | 13,0 | 16,8 | 20,7 | 24,5 | 27,7 | 27,8 | 25,0 | 20,6 | 16,1 | 11,9 |
| T. min. media (°C) | 7,4  | 7,7  | 9,5  | 12,4 | 15,6 | 18,3 | 20,5 | 20,7 | 18,4 | 15,0 | 11,3 | 8,2  |

## Origini del nome
Il nome dell'isola si riferì, sin dall'antichità classica, alla presenza di capre (àighes): Aigilion (*Αιγiλιον) in greco antico, Capraria e Caprasia in latino, Capraghja in dialetto capraiese e Cravæa in ligure. Le capre selvatiche sono oggi estinte sull'isola.

## Storia
(Claudio Rutilio Namaziano, De reditu, I, 440, V secolo d.C.)

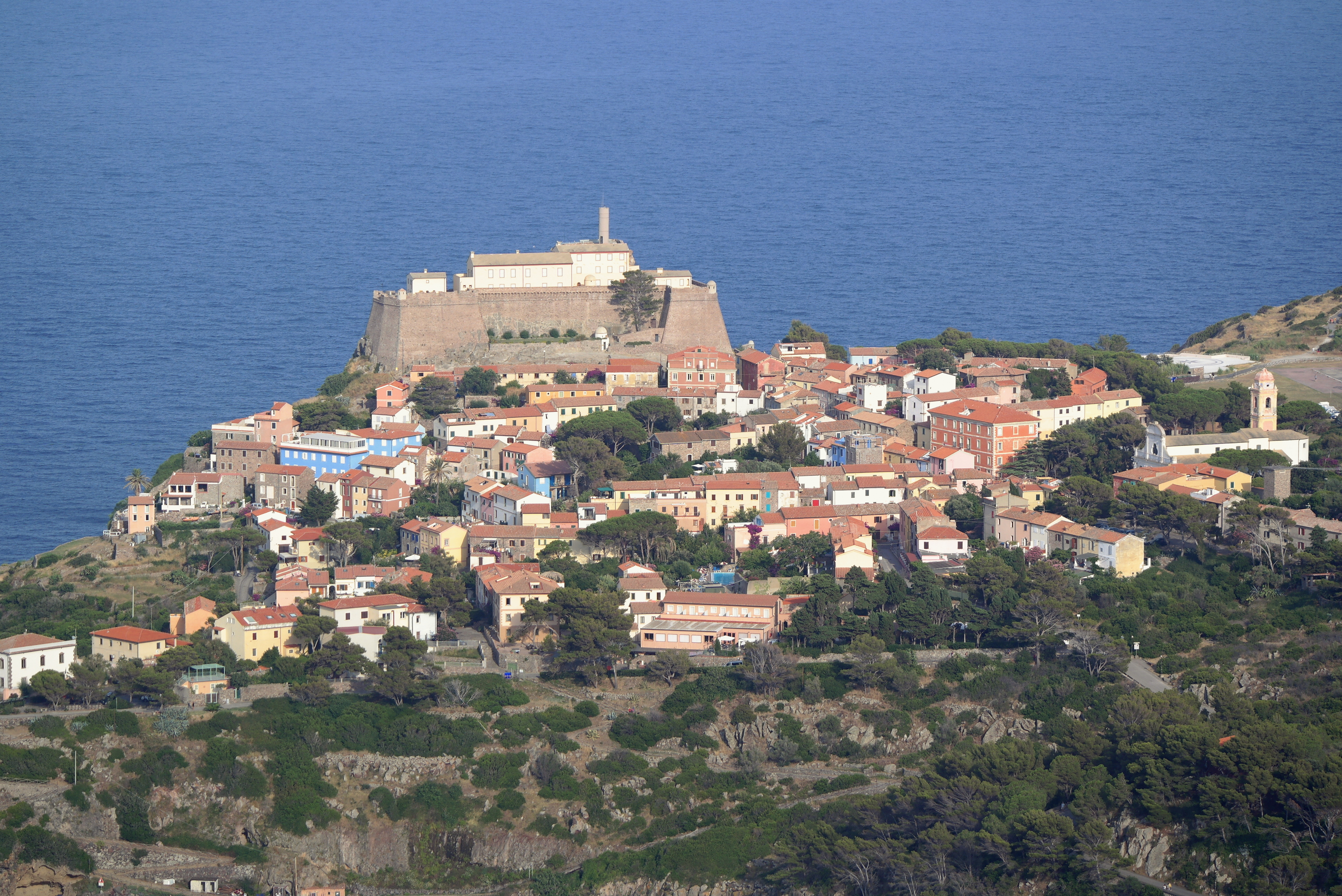
Il paese dominato dal Forte di San Giorgio

Abitata dall'età del bronzo, anticamente fu chiamata Aigylion dai Greci e poi Capraria dai Romani, deriverebbe il nome dalla presenza di capre selvatiche nell'isola, ma secondo un'altra ipotesi il toponimo deriverebbe da un tema mediterraneo *karpa con il significato di «roccia».
Un ritrovamento avvenuto nel 2017 ha permesso di appurare la presenza, sul Monte Castello, di un probabile insediamento protostorico (II-I millennio avanti Cristo) in cui sono stati rinvenuti frammenti fittili di vasellame, rocchetti per la tessitura e un macinello in pietra verde; dallo stesso sito provengono inoltre due frammenti di ossidiana di verosimile origine neolitica. Capraia fu in seguito sicuramente base di approdo etrusca come le altre isole tirreniche nel VII secolo, divenendo poi base di pirati, quando fu occupata dai Romani verso il 238 a.C. che ne fecero una base navale per combattere la pirateria cartaginese e quella ligure e successivamente punto di riferimento per le rotte dell'alto Tirreno. Vestigia della presenza di una vasta villa romana sono state trovate negli scavi attorno alla chiesa dell'Assunta, con il reperimento di un busto marmoreo di una Venere, un basamento di una colonna, presumibilmente di un tempio e un frammento di un sarcofago di marmo. Sono state reperite anche due sistemi di vasche di "cocciopesto" per la lavorazione del pesce. Mentre sul fianco orientale della suddetta chiesa sono state rinvenute diverse sepolture a partire dall'età imperiale fino all'età moderna. In particolare una sepoltura, databile al V secolo è stata trovata con un corredo composto da armi che permettono di identificare il defunto come un militare, franco o alemanno, di alto grado dell'esercito imperiale.
Nel IV secolo vi ebbe sede un asilo per cristiani anacoreti che vi si rifugiarono durante le persecuzioni dei cristiani. Successivamente una comunità cristiana di monaci cenobiti detti Zenobiti vi dimorò dissodando la zona più fertile del Piano e introducendovi la cultura di vitigni di origine africana, essi attorno al V secolo assieme all'abate eremita Eudossio eressero il monastero di Santo Stefano. Seguivano la regola cenobitica di Pacomio. La prima testimonianza sulla presenza di monaci nelle isole dell'arcipelago toscano riguarda i monaci della Capraia dei quali parla Paolo Orosio quando racconta le vicende di Gildone e Mascezel nel 398 in Historiarum adversus paganos libri septem. Un'ulteriore presenza monastica è testimoniata nel 416 da Rutilio Namaziano nel De reditu suo.
Nel 594 il papa Gregorio I chiese a Venanzio, vescovo di Luni, di inviare l'ex presbitero Saturnino (o Saturo) in Gorgona e Capraia per prendersi cura dei due monasteri.
Un'ultima testimonianza sulla presenza di monaci a Capraia ci viene dalla Passio dell'abate sant’Aigulfo di Lerins, verso il 675 due monaci di Lerins, Arcadio e Colombo, non potendo tollerare la severità dell'abate, insorsero contro di lui e, con l’aiuto di alcuni soldati forniti loro dal vescovo di Uzès, lo catturarono insieme ad alcuni monaci fedeli. I prigionieri furono caricati su una nave e fu loro tagliata la lingua e strappati gli occhi. La nave li condusse a Capraia dove furono accolti dai numerosi monaci dell'isola. Qui Aigulfo e i suoi compagni furono poi uccisi e i loro corpi vennero trasportati a Lerins dal successore di Aigulfo.
Il IX secolo è stato teatro delle sanguinose razzie dei pirati saraceni: in questo periodo l'isola fu abbandonata dai suoi abitanti e rimase deserta per circa due secoli trasformandosi in base di partenza e strategico punto di appoggio per i pirati musulmani.
Nel 962 l'imperatore Ottone I la concesse in feudo a Pisa, che ne tentò la colonizzazione con genti pisane e corse. Nel 1055 fu di nuovo conquistata dai pirati saraceni, ma poi fu dominata nuovamente dai Pisani e passò definitivamente sotto l'orbita di Genova dopo la battaglia della Meloria, che vi pose la signoria del patrizio Jacopo de Mari (1430). Sotto la signoria pisana la Pieve di Santo Stefano a Il Piano, risalente al XII secolo, è ricordata negli elenchi delle decime del 1298 con il pagamento di 5 libbre d'argento e 5 soldi, ma già nel 1303 tale tassa è ridotta della metà a dimostrazione della repentina decadenza della sua popolazione. La chiesa, già degradata, fu abbandonata e crollò definitivamente nella seconda metà del Seicento. Nel 1970 fu in gran parte ricostruita.
Dal 1540, dopo le distruzioni perpetrate dal corsaro ottomano Dragut, viene costruita dai genovesi la fortezza di San Giorgio e le tre torri di avvistamento: Torre del Porto (1516), Torre dello Zenobito (1545) e più tardi la Torre delle Barbici (1699) per controllare la pirateria.
Acquistata dalla Repubblica di Genova nel 1562, fu legata amministrativamente alla Corsica e nel 1767 fu occupata dalle truppe corse di Pasquale Paoli. Rimase un possedimento genovese anche in seguito alla concessione, nel 1768, dell'isola maggiore alla Francia con il Trattato di Versailles. Fu brevemente ceduta alla Francia (1783) che nel 1787 la restituì a Genova. Dal 1805 tornò sotto il governo francese e fu coinvolta nelle guerre napoleoniche contro gli inglesi. Dopo l'annessione dell'ex Repubblica di Genova al Regno di Sardegna con il Congresso di Vienna del 1814, nel 1837 vi fu istituito il porto franco e una manifattura di tabacchi nel tentativo di migliorare le condizioni economiche della popolazione locale. A seguito di un'estesa frana, nel 1854 sprofondò una parte dell'abitato. Nel 1862 fu abolito il porto franco e la manifattura di tabacchi e l'11 giugno 1864 vennero portate a domicilio coatto 660 persone.
Con la proclamazione del Regno d'Italia Capraia fece parte della provincia di Genova fino al 15 novembre 1925, quando, con il Regio Decreto n. 2111, passò alla provincia di Livorno; per la Chiesa cattolica rimase parte dell'arcidiocesi di Genova fino al 1º gennaio 1977, quando passò alla diocesi di Livorno.

### Colonia penale agricola
Dal 1873 al 1986 è stata sede di una colonia penale (Colonia Penale Agricola di Capraia) che provocò una massiccia emigrazione della popolazione autoctona, con il quasi definitivo dissolvimento dell'originario tessuto culturale dell'isola.
Tale colonia penale, composta da circa 480 ettari sui circa 1 200 dell'isola, fu destinata alla rieducazione dei condannati a pene lievi che dimostravano di potersi redimere. Nel corso dei decenni furono realizzate opere di bonifica, costruzione di strade e di strutture di vario tipo.

### Simboli

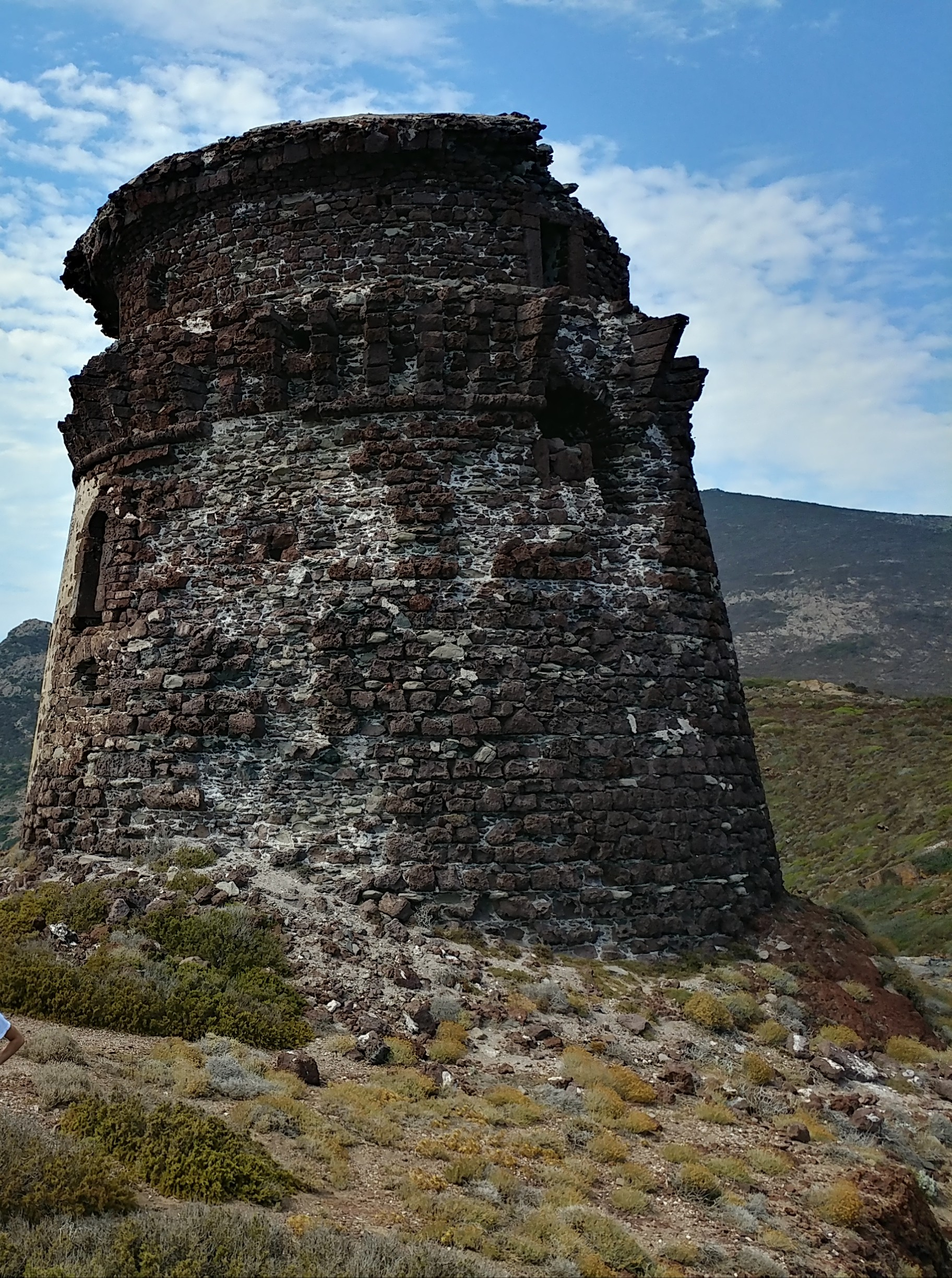
Torre dello Zenobito

Lo stemma è stato concesso con regio decreto del 21 giugno 1928.
Il castello rappresenta la locale fortezza di San Giorgio, eretta dai Genovesi nel XVI secolo per difendersi dagli attacchi dei pirati barbareschi.

Il gonfalone è un drappo di azzurro.

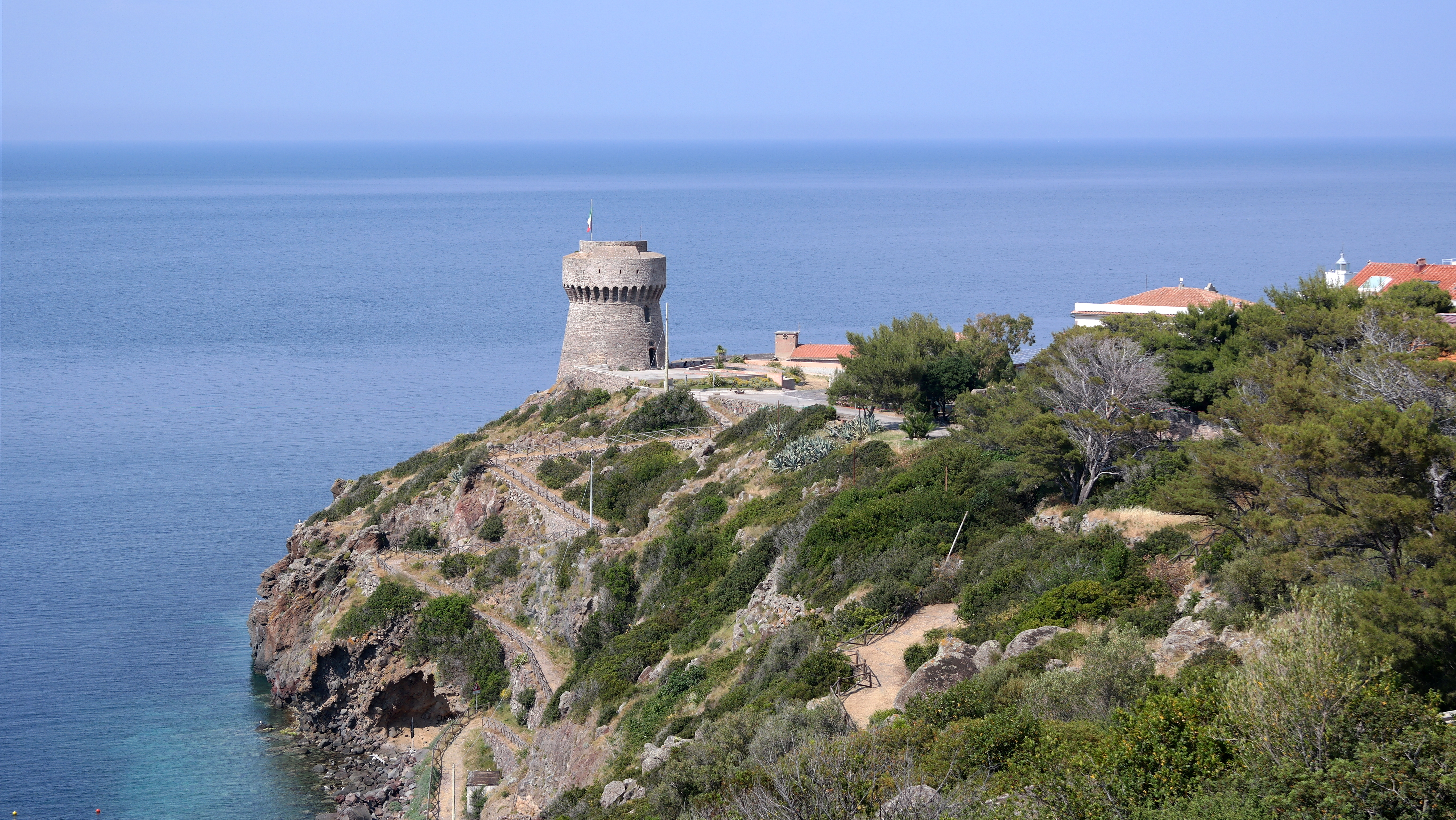
Veduta della Torre del Porto

## Monumenti e luoghi d'interesse

### Architetture religiose
- Chiesa di San Nicola
- Chiesa e convento di Sant'Antonio
- Pieve di Santa Maria Assunta
- Chiesa di Santo Stefano

### Architetture militari
- Forte di San Giorgio
- Torre del Porto
- Torretta del Bagno
- Torre delle Barbici
- Torre dello Zenobito

### Fari
- Faro di Capraia
- Semaforo di Monte Arpagna

### Aree naturali
Lo Stagnone della Capraia è un laghetto di origine incerta lungo la cresta del Monte Castello, all'altitudine di 321 metri (6 km dal centro abitato); la sua estensione è variabile a seconda della stagione e in primavera vi fiorisce una vegetazione acquatica, tra cui i ranuncoli.

#### Parco nazionale dell'Arcipelago toscano
Il Parco nazionale dell'Arcipelago Toscano nacque grazie a un decreto del Ministro dell'ambiente Giorgio Ruffolo; la prima isola a farne parte è Capraia. Questa istituzione nasce con l'obiettivo di preservare la flora e la fauna locale, proteggendola dalle attività umane, particolarmente intense nel periodo estivo.
Capraia è inserita per due terzi all'interno del Parco Nazionale dell'Arcipelago Toscano; il terzo rimanente corrisponde alle aree del porto e del paese sino alle strutture dell'ex colonia penale.
Di conseguenza il territorio isolano è tutelato a terra per il 77% mentre le acque che circondano l'isola sono interessate dall’area marittima protetta, suddivisa in varie aree con varie regolamentazioni.

## Società

### Evoluzione demografica
Abitanti censiti

### Etnie e minoranze straniere
Secondo i dati ISTAT, al 31 dicembre 2020 la popolazione di Capraia Isola è per circa il 90,91% di cittadinanza italiana. La popolazione straniera residente ammontava a 32 persone, il 9,09% della popolazione. La nazionalità maggiormente rappresentata è quella romena, con 24 abitanti.

### Lingue e dialetti

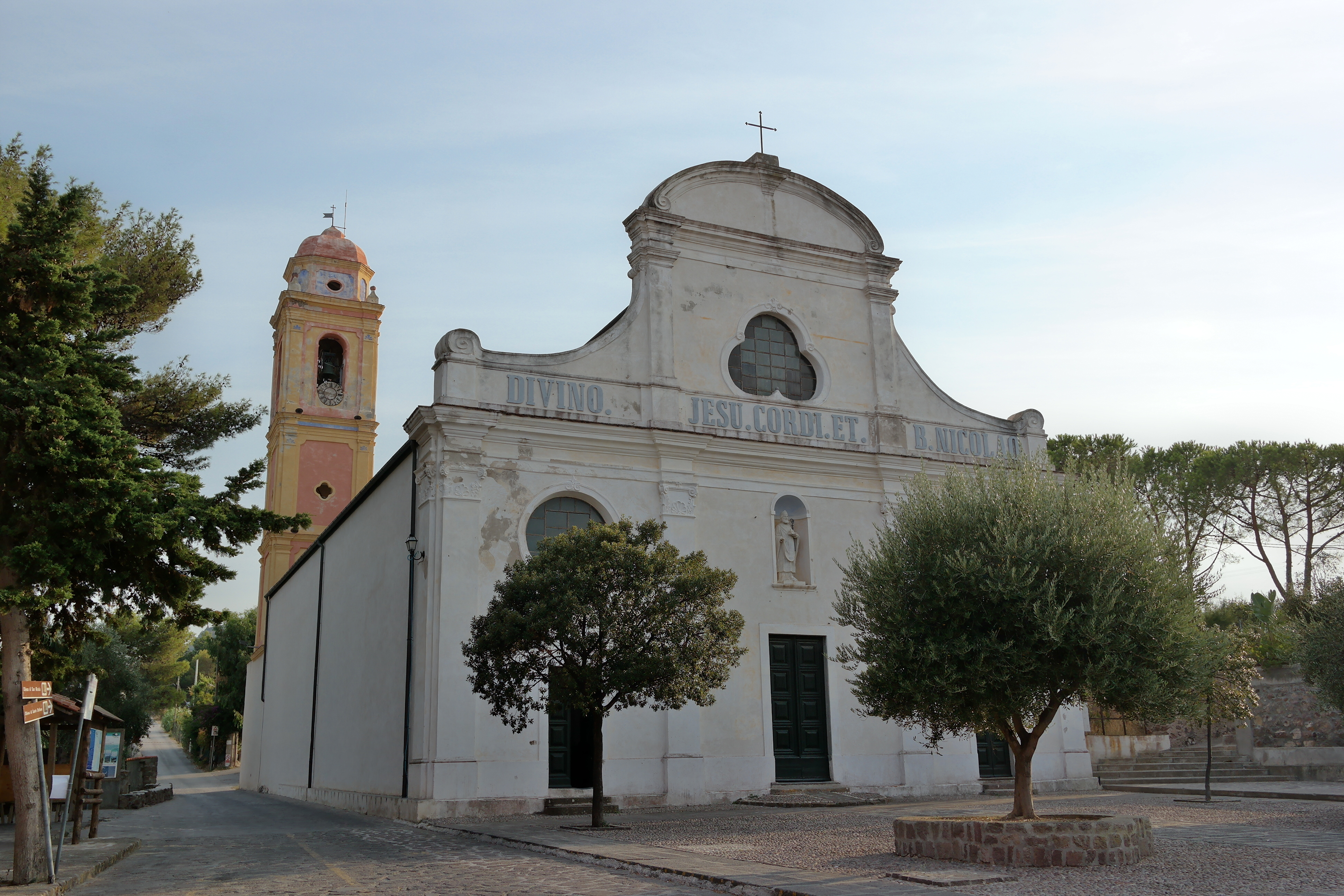
La chiesa di San Nicola

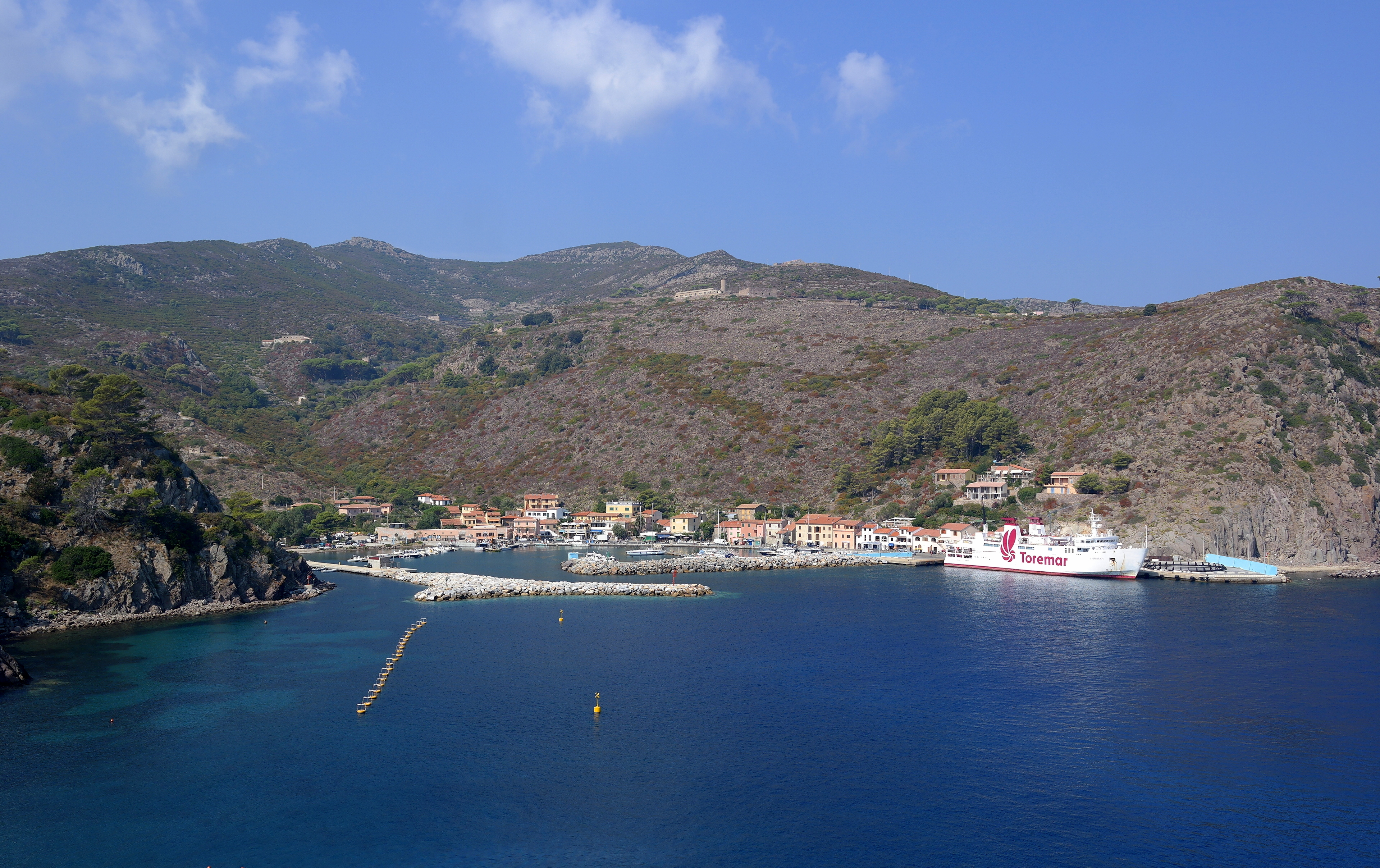
Il porticciolo

Un aspetto interessante della cultura isolana è rappresentato dal peculiare idioma che si parlò a Capraia fino a tempi recenti: affine al còrso più che al toscano continentale, subì per secoli l'influenza del ligure, arricchendosi di una quantità di prestiti lessicali e di componenti morfologiche di tale origine. Il dialetto capraiese si estinse nel corso del XX secolo in seguito al rinnovo della popolazione dell'isola: quella di ceppo locale venne infatti progressivamente sostituita da immigrati, in gran parte familiari dei dipendenti della colonia penale, che finirono per diventare la maggioranza senza assimilare le consuetudini linguistiche dei vecchi abitanti.

## Geografia antropica
Nell'isola possiamo trovare due centri abitati:
- il porto
- il paese, dove risiede la maggior parte della popolazione dell'isola

## Economia
Attualmente Capraia ha una vocazione prettamente turistica, soprattutto estiva, con una particolare attenzione per l'ambiente. Non è un'isola che predilige un turismo di massa, ha una ricettività abbastanza ridotta e una stagionalità che va dalla primavera all'autunno. La stagione turistica si apre a primavera con il Festival del Camminare (Walking Festival) e si conclude ai primi di novembre con la tradizionale Sagra del Totano di Capraia.
Tra le produzioni agricole spicca quella del vino IGT nella tipologia di Passito Aleatico. Tre prodotti a base di latte di capra (caprino, caciotta e crema di latte) sono inoltre collettivamente riconosciuti come PAT, con la denominazione Formaggi di latte di capra dell'isola di Capraia.

## Infrastrutture e trasporti

### Mobilità urbana
Sull'isola è attivo un servizio di trasporto pubblico gestito dalla ATNC, effettuato con bus, che serve il collegamento del paese con il porto.

## Amministrazione
Di seguito è presentata una tabella relativa alle amministrazioni che si sono succedute in questo comune.
| Periodo         | Periodo         | Primo cittadino        | Partito                            | Carica      | Note   |
| --------------- | --------------- | ---------------------- | ---------------------------------- | ----------- | ------ |
| 18 luglio 1988  | 7 giugno 1993   | Claudia Della Maggiore | Partito Comunista Italiano         | Sindaco     | [ 30 ] |
| 7 giugno 1993   | 28 aprile 1997  | Manlio Della Rosa      | Partito Socialista Italiano        | Sindaco     | [ 30 ] |
| 28 aprile 1997  | 14 maggio 2001  | Gaetano Guarente       | lista civica                       | Sindaco     | [ 30 ] |
| 14 maggio 2001  | 30 maggio 2006  | Gaetano Guarente       | lista civica                       | Sindaco     | [ 30 ] |
| 30 maggio 2006  | 16 maggio 2011  | Maurizio Della Rosa    | lista civica                       | Sindaco     | [ 30 ] |
| 16 maggio 2011  | 3 novembre 2017 | Gaetano Guarente       | lista civica: Guarente per Capraia | Sindaco     | [ 30 ] |
| 3 novembre 2017 | 10 giugno 2018  | Arturo Vasuino         | lista civica: Guarente per Capraia | Vicesindaco | [ 30 ] |
| 10 giugno 2018  | 15 maggio 2023  | Maria Ida Bessi        | PD, lista civica                   | Sindaco     |        |
| 15 maggio 2023  | 2 maggio 2025   | Lorenzo Renzi          | lista civica: Obiettivo Capraia    | Sindaco     |        |